# Велики Дубовик (Босанска Крупа)
Велики Дубовик је насељено мјесто у Босни и Херцеговини, у општини Босанска Крупа, које административно припада Федерацији Босне и Херцеговине. Према попису становништва из 1991. у пријератном насељеном мјесту Велики Дубовик је живјело 392 становника. Након потписивања Дејтонског споразума већи дио пријератног Великог Дубовика је припао Федерацији БиХ, а мањи Републици Српској. Према попису становништва из 2013. у насељу је пописано 126 лица.

## Становништво
| Демографија | Демографија | Демографија |
| Година      | Становника  | Становника  |
| ----------- | ----------- | ----------- |
| 1948.       | 512         |             |
| 1953.       | 463         |             |
| 1961.       | 458         |             |
| 1971.       | 596         |             |
| 1981.       | 444         |             |
| 1991.       | 389         |             |